# Thomas Graumann
Thomas Herman Graumann (28. ledna 1931 Brno – 27. dubna 2020) byl brněnský rodák židovského původu, který se narodil v sekulární rodině. Druhou světovou válku přežil díky iniciativě Nicholase Wintona. Později konvertoval ke křesťanství a stal se misionářem.

## Život a záchrana před holocaustem
Narodil se do rodiny Franze Graumanna a jeho manželky Franzisky, rozené Hochbergové. Měl mladšího bratra Antona (1934–1942). Rok po narození bratra se rodiče rozvedli. Matka se znovu provdala a se syny se přestěhovala do Těšan u Brna. V srpnu 1939 byl odvezen posledním vlakem, který mohl díky úsilí Nicholase Wintona vyvézt židovské děti z obsazeného Československa. Matka a mladší bratr zahynuli v roce 1942 v Sobiboru, otčím v Majdanku.
Ve Skotsku se jej ujala slečna Corsonová, jež před válkou pracovala v Palestině jako učitelka. Rok poté byl silně ovlivněn kázáním známého evangelisty Roberta Hudsona Popeho a přijal víru v Ježíše Krista. O několik let později se rozhodl, že plně zasvětí svůj život Bohu. Kromě zdravotnictví vystudoval i biblickou školu a stal se křesťanským misionářem na Filipínách. Tam poznal svou ženu Caroline (1929–2020), s níž se přestěhoval do USA, kde vychovávali čtyři děti, z toho dvě adoptované.

## Návrat do vlasti a přednášková činnost
V roce 1989 se Tomáš Graumann s manželkou přestěhoval zpět do Československa, aby zde neúnavně svědčil o své záchraně formou přednášek a besed. Pořádal besedy na základních i středních školách, v církvích různých denominací nebo na seminářích pro vysokoškolské studenty např. ve spolupráci s Integrity Life ve více univerzitních městech ČR. Kdekoli byl pozván, rád vyprávěl o tom, jak byl v životě zachráněn dokonce dvakrát. Jednou fyzicky díky odvaze a prozřetelnosti sira Nicholase Wintona, a podruhé duchovně, když osobně přijal to, co pro něho učinil Ježíš Kristus na kříži.
Poslední léta života prožil opět v USA.